# Payot et Rivages
Pour les articles homonymes, voir Payot.
Payot et Rivages est une maison d'édition française, issue du rapprochement en 1992 des activités d'édition de la société suisse Payot, créée en 1900, et de la société française Rivages, créée en 1984. Payot & Rivages a fait l'objet d'une prise de participation majoritaire par Actes Sud en janvier 2013.

## Historique

### Éditions Payot (1912-1992)
La maison Payot est une entreprise suisse fondée à Lausanne en 1875. Elle développe une maison d'édition basée à Paris. Les éditions sont principalement connues grâce à la collection « Petite Bibliothèque Payot », collection de poche créée en 1960 qui publie des livres de sciences humaines (les livres de Freud, en particulier).
En 1986, Jean-Marc Payot vend la société Payot au groupe suisse Edipresse. Les éditions Payot se regroupent avec les éditions Rivages en 1992.

### Éditions Rivages (1984-1992)
Elles sont fondées en 1984 à Marseille par Édouard de Andréis et Jacqueline et Jean-Louis Guiramand. Jusqu'en 1992, elles ont deux adresses : Marseille (10, rue Fortia) et  plusieurs adresses à Paris dont la dernière (27, rue de Fleurus).
Plusieurs collections sont mises en place :
- « Bibliothèque étrangère », dont un des auteurs notables est, à partir de 1990 (Jeu de société), l'écrivain britannique David Lodge ; on y trouve aussi Alison Lurie, mais aussi des ouvrages d'auteurs plus anciens (Henry James, Truman Capote, Alfred Döblin, etc.).
- « Rivages/Noir » et « Rivages thriller », dont le créateur et responsable est depuis 1986 François Guérif
- « Rivages/Mystère »
- « Rivages/Cinéma »
- « Rivages poche »

## Payot & Rivages

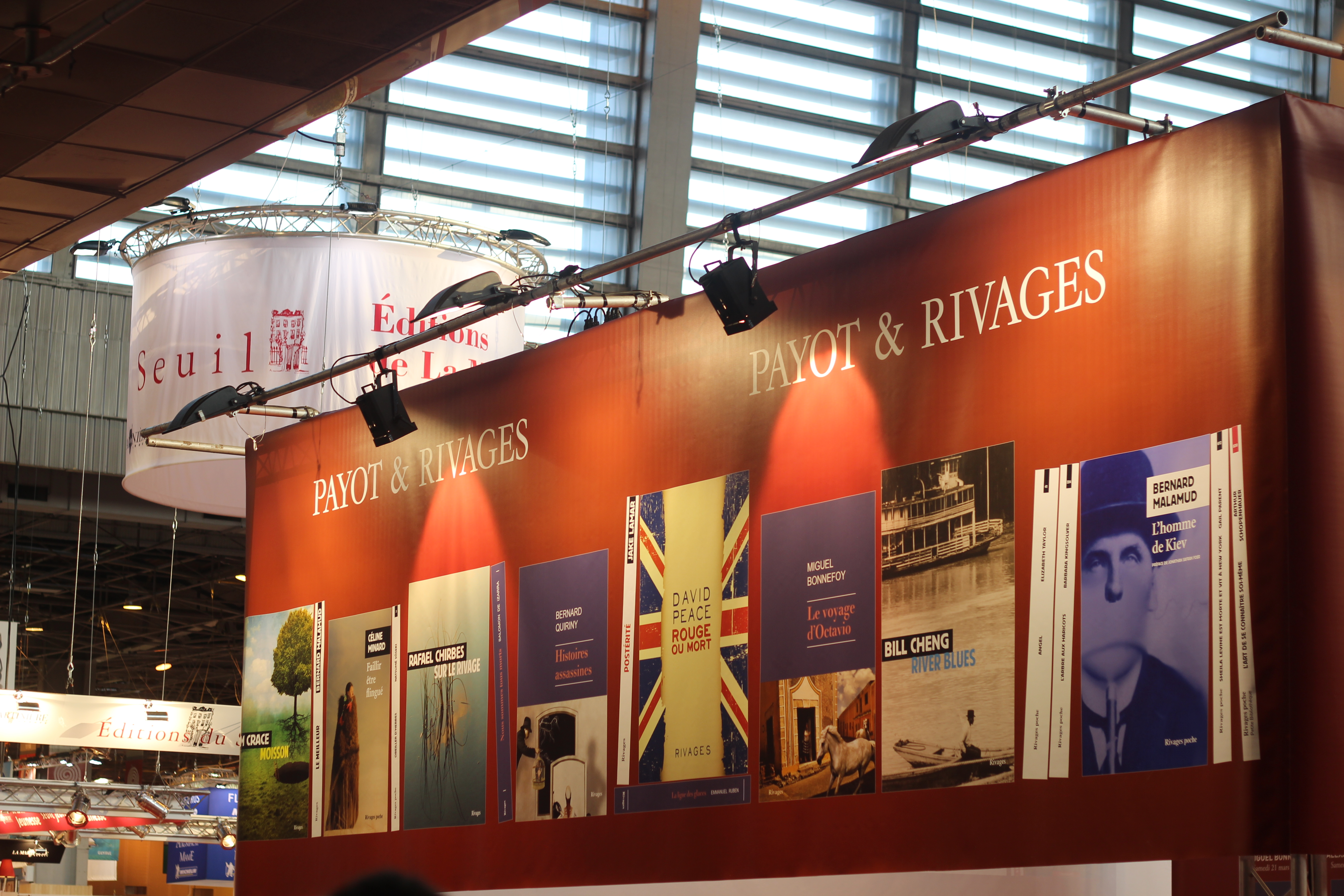
Stand des éditions Payot & Rivages au Salon du Livre de Paris (2015).

### Présentation
C'est une maison d'édition française généraliste dont le siège se trouve à Paris. La distribution est assurée : en France par les éditions Hachette ; en Suisse par Diffulivre et en Belgique par Dilibel ; au Canada par Dimedia.
Elle publie notamment de la littérature étrangère, des romans policiers, de la philosophie, des sciences humaines, des documents, de l'histoire et du développement personnel. Les témoignages humanitaires de Il faut sauver la planète ! sont publiés en 2005.

### Collections actuelles

#### Label Payot
La société a conservé les anciennes collections créées par la maison Payot :
- Petite bibliothèque Payot : sciences humaines, histoire
- Bibliothèque scientifique Payot : ouvrages de référence

#### Label Rivages

##### Anciennes collections
- Bibliothèque étrangère : elle publie toujours les livres de David Lodge, entre autres.
- Rivages/Noir et Rivages Thriller : romans noirs et romans policiers
- Rivages/Mystère
- Petite Bibliothèque Rivages : philosophie
- Guides de charme. Collection de guides touristiques fondée en 1985. C'est depuis[Quand ?] une entreprise indépendante des Éditions, appelée Guides de charme.com dont la principale activité en dehors de l'édition de deux guides papier est un site internet.
  - Près de 3 000 établissements sont sélectionnés chaque année à travers dix titres : 
    - « Hôtels et auberge de charme en France »
    - « Maisons d’hôtes de charme en France »
    - « Hôtels de Charme à Paris »
    - « Hôtels et maisons d’hôtes de charme a New York »
    - « Hôtels et maisons d’hôtes de charme a Londres »
    - « Hôtels, maisons d’hôtes et agriturismo de charme en Italie »
    - « Hôtels et maisons d’hôtes de charme en Espagne »
    - « Hôtels et maisons d’hôtes de charme au Portugal »
    - « Guide des auberges et hôtels de charme de Grande-Bretagne et d'Irlande »
    - « Guide des auberge & hôtels de campagne »

  - La collection  édite également le guide des Parcs et Jardins de Charme en France ainsi que le Guide des Villages de charme en France.

##### Nouvelles collections
- Régionaux Rivages : les parlers, expressions, proverbes et dictons des régions françaises
- Rivages/Casterman/Noir : adaptations en bande dessinée de titres Rivages/Noir (en association avec Casterman).
- Rivages Rouge: romans sur la musique